# Campeonato Capixaba de Futebol de 2018
O Campeonato Capixaba de Futebol de 2018 foi uma competição com organização da Federação de Futebol do Estado do Espírito Santo (FES) no que concerne às duas divisões estaduais. A Série A iniciou-se em 17 de janeiro e a Série B em 24 de março. Com término em 7 de abril (Série A) e 9 de junho (Série B).

## Série A
A fórmula de disputa é a mesma da edição anterior. Na Primeira Fase, os dez participantes jogam entre si em turno único, os quatro melhores avançam para as Semifinais. Cinco times foram definidos por meio de um sorteio e irão fazer cinco jogos com o mando de campo (Espírito Santo, Real Noroeste, São Mateus, Serra e Vitória-ES), os demais irão fazer apenas quatro jogos com o mando. Nas Semifinais, que serão disputadas em sistema de mata-mata com jogos de ida e volta (1º colocado x 4º colocado e 2º colocado x 3º colocado). Nas Finais, os vencedores das Semifinais decidem o título também com jogos de ida e volta. O time com melhor campanha na Primeira Fase tem o mando de campo nos jogos de volta das Semifinais e Finais. O campeão ganha o direito de disputar a Copa do Brasil de 2019 e a Série D de 2019. As duas últimas equipes na Primeira Fase serão rebaixadas à Série B de 2019.

### Participantes
| Clube                  | Cidade                  | Temporada 2017 | Estádio               | Capacidade | Títulos (último) |
| ---------------------- | ----------------------- | -------------- | --------------------- | ---------- | ---------------- |
| Atlético Itapemirim    | Itapemirim              | 1º             | José Olívio Soares    | 2 000      | 1 (2017)         |
| Desportiva Ferroviária | Cariacica               | 8º             | Engenheiro Araripe    | 7 700      | 18 (2016)        |
| Doze                   | Vitória                 | 2º             | Kleber Andrade[a]     | 21 000     | 0 (não possui)   |
| Espírito Santo         | Vitória                 | 3º             | Kleber Andrade[a]     | 21 000     | 0 (não possui)   |
| Real Noroeste          | Águia Branca            | 7º             | José Olímpio da Rocha | 5 281      | 0 (não possui)   |
| Rio Branco VN          | Venda Nova do Imigrante | 2º da Série B  | Olímpio Perim         | 2 100      | 0 (não possui)   |
| São Mateus             | São Mateus              | 5º             | Sernamby              | 4 500      | 2 (2011)         |
| Serra                  | Serra                   | 1º da Série B  | Robertão              | 2 000      | 5 (2008)         |
| Tupy                   | Vila Velha              | 4º             | Salvador Costa        | 3 000      | 0 (não possui)   |
| Vitória-ES             | Vitória                 | 6º             | Salvador Costa[b]     | 3 000      | 9 (2006)         |

Obs.:

- a. ^  O Doze e o Espírito Santo mandaram seus jogos no Kleber Andrade, em Cariacica.
- b. ^  O Tupy mandou seus jogos no Salvador Costa, em Vitória.[10]

### Finais
Jogo de ida
| Sábado, 31 de março | Real Noroeste | 0 – 1     | Serra    | Estádio José Olímpio da Rocha, Águia Branca                     |
| 16:10               |               | Relatório | 34' Rael | Público: 849 Renda: R$ 13.980,00 Árbitro: ES Dyorgines Padovani |

| Real Noroeste | Serra |

Jogo de volta
| Sábado, 7 de abril | Serra                                 | 3 – 4     | Real Noroeste                                   | Estádio Kleber Andrade, Cariacica                                 |
| 16:10              | Darlan 1' · Thiaguinho 56' · Rael 86' | Relatório | 21' Warley · 25' Madison · 68', 88' Igor Santos | Público: 2 074 Renda: R$ 30.810,00 Árbitro: ES Dyorgines Padovani |

| Serra | Real Noroeste |

### Premiação
| Campeonato Capixaba de 2018 - Série A |
| ------------------------------------- |
| Serra Campeão (6° título)             |

## Série B
A fórmula de disputa é a mesma da edição anterior. Na Fase Preliminar as equipes jogam entre si em dois turnos e os quatro melhores se classificam às Semifinais, que serão disputadas em partidas de ida e volta (1º x 4º e 2º x 3º). Os vencedores garantem o acesso à Série A de 2019 e decidem o título também em partidas de ida e volta.

### Participantes
| Clube            | Cidade                  | Temporada 2017 | Estádio                   | Capacidade | Títulos (último) |
| ---------------- | ----------------------- | -------------- | ------------------------- | ---------- | ---------------- |
| Aracruz          | Aracruz                 | Não participou | Bambu                     | 5 058      | 2 (2010)         |
| Castelo          | Castelo                 | 3º da Série B  | Emílio Nemer              | 2 000      | 1 (1988)         |
| Estrela do Norte | Cachoeiro de Itapemirim | 4º da Série B  | Sumaré                    | 6 000      | 2 (1999)         |
| Rio Branco-ES    | Vitória                 | 9º da Série A  | Kleber Andrade            | 21 000     | 1 (2005)         |
| Sport-ES         | Serra                   | 5º da Série B  | Toca do Índio[a]          | 1 000      | 1 (2014*)        |
| Vilavelhense     | Vila Velha              | 6º da Série B  | Manoel Araújo de Oliveira | 1 000      | 1 (2003)         |

Notas:

- * Título conquistado representando a cidade de Domingos Martins.
- a. ^  O Sport-ES mandou seus jogos na Toca do Índio, em Vila Velha.[12]

### Finais
Jogo de ida
| Quarta-feira, 6 de junho | Estrela do Norte | 0 – 1     | Rio Branco-ES  | Estádio Sumaré, Cachoeiro de Itapemirim                              |
| 19:30                    |                  | Relatório | 77' (pen) Dedé | Público: 2 015 Renda: R$ 14.575,00 Árbitro: ES Alex Eder de Mendonça |

| Estr. do Norte | Rio Branco |

Jogo de volta
| Sábado, 9 de junho | Rio Branco-ES               | 3 – 1     | Estrela do Norte   | Estádio Kleber Andrade, Cariacica                           |
| 15:00              | Andinho 33' · Rael 47', 51' | Relatório | 89' James Muriçoca | Público: 1 769 Renda: R$ 19.630,00 Árbitro: ES Carlito Rosa |

| Rio Branco | Estr. do Norte |

### Premiação
| Campeonato Capixaba de 2018 - Série B |
| ------------------------------------- |
| Rio Branco-ES Campeão (2° título)     |